# Phineas F. Bresee
Phineas F. Bresee (Franklin, New York, 1838. december 31. – 1915. november 13.) amerikai teológus, valamint a Názáreti Egyház megalapítója.

## Életének és szolgálatának korai szakasza
Bresee egy farmon született a New York állambeli Franklin mellett. Gyermekkorát ezen a farmon valamint Davenport mellett töltötte. 1856-ban tért meg, és lett keresztény a Metodista Episzkopális Egyházban. Ugyanebben az évben, később már prédikált. 1860-ban feleségül vette Maria Hebbard-ot. 1857-től 1883-ig lelkész volt Iowában. Itt sok szolgálatot teljesített számtalan gyülekezetben, beleértve a East Des Moinest, Charitont, a Wesley Kápolnát Des Moinesben, a Broadway Gyülekezetet Council Bluffsban, Red Oakat és Crestont. Egy ideig szolgált mint elnök is (ma: kerületi szuperintendens) és képviselőként vett részt 1872-ben az M.E. Egyház Közgyűlésén (Generálkonferencia) Brooklynban, New Yorkban. 1883-ban átköltözött a Nyugati-Partra szüleivel, hat gyermekével és unokaöccsével. Kaliforniában különböző los angeles-i gyülekezetekbe helyezték át, először a Fort Street Metodista Gyülekezetbe (ma: az Első Egyesült Metodista Gyülekezet), majd az Első Pasadenai Gyülekezetbe, később Simpson Tabernaclebe (L.A.), Asbury M.E. Gyülekezetbe (L.A.) és végül Boyle Heightsbe (szintén L.A.). Ebben az államban is szolgált a Los Angelesi Kerület levezető elnökeként, és az 1892-es Közgyűlésen gyülekezeti képviselő volt.

## A Názáreti Egyház
1884-ben Bresee visszavonult a Metodista Episzkopális Egyház kijelölt szolgálatától hogy lelkészként vehessen részt a Peniel Misszióban, mely egy független szolgálat volt a los angeles-i hajléktalanokért. Az év során ellentét alakult ki Bresee és a Peinel Misszió alapítói, Tev Theodore Pollock Ferguson és felesége, Manie Payne Ferguson között. Bresee meg volt róla győződve, hogy a legjobb szolgálat a városi szegényeknek szilárd felekezetek kialakítása lenne, melyek egész családokat segítenek. Ezzel szemben a Fergusonok, a misszió alapítói, úgy vélték hogy a Peniel Misszió középpontjában a kirekesztett szegényeknek kellene lenniük. 1895 októberében Bresee és Dr. Joseph Pomeroy Widney, egy vezető los angelesi pszichológus és hajdani elnök a Dél Kaliforniai Egyetemen, számos laikus férfival és nővel közösen új egyházat alakítottak. Widney a "Názáreti Egyház" nevet javasolta, mert azt mondta, hogy ez a szó kifejezi a gürcölő egyszerű emberek tömegeiért végzett szolgálatot, akikért Jézus élt és meghalt. Virágzásnak indult az új egyház Los Angelesben. 1898-ban két új egyházközség jelent meg San Franciscóban és környékén. Widney szintén elhagyta a szervezetet abban az évben és kis ideig visszatért a Metodista Egyházhoz, mielőtt megalapította volna a saját független gyülekezetét. 1903-tól Bresee belefogott egy rendszerezett gyülekezetplántálási folyamatba és 1907-re az egész Nyugati-Parton egészen Kelet-Illinoisig megjelentek a Názáreti Egyház gyülekezeti.
1907-ben Bresee egyesüléshez segítette a Názáreti Egyházat egy másik wesleyánus-szentségmozgalombeli felekezettel, a Pünkösdi Amerikai Egyházak Szövetségével, mely hasonlóan New Englandból származott, kiterjedt Nova Scotiára és New England, illetve a Közép-Atlanti államok felé irányult nyugatra Iowától. Chicagóban történt meg az első Egyetemes Gyűlést, ahol a két csoport hitelesítette az egyesülést felvéve a Pünkösdi Názáreti Egyház nevet és kijelöltek két egyetemes szuperintendenst (püspököt), egyet a nyugati csoportból, a másikat a keleti testületből. Bresee volt az első megválasztott egyetemes szuperintendens és hamarosan a brooklyni H.F. Reynolds is csatlakozott hozzá. 
A következő évben megtartották a texasi Pilot Pointban a Pünkösdi Názáreti Egyház Egyetemes Gyűlést, amelyen a déli Krisztus Szentsége Egyház egyesült a Pünkösdi Názáreti Egyházzal. Ekkor megválasztották harmadik egyetemes szuperintendensnek E.P. Ellysont Texasból, aki így tagja lett Bresee és Reynolds által alkotott Egyetemes Szuperintendensek Testületéhez. Bresee egyetemes szuperintendensként szolgált egészen haláláig, 1915-ig. Ezen évek alatt Bresee folytatta a Názáreti Egyház Los Angeles-i Első Gyülekezetében a lelkészi szolgálatát 1911-ig, mikoris nyugdíjba vonult ebből a pozícióból. 1912-ig folytatta a Názáreti Hirnök hetilap szerkesztését, melyet még 1898-ban kezdett el. Ezen hetilap segítségével kötötte össze az egyház tagjait és épített ki szoros családias köteléket közöttük. Mikor egy nőkből álló csoport biblia iskolát szeretett volna megvalósítani Bresee (némiképp vonakodva) beleegyezett támogatásukba és a főiskola elnöke lett, 1911-ig betöltve ezt a pozíciót. Ez az iskola a Pasadena Főiskola néven lett ismert, amíg 1973-ban át nem költözött San Diegoba, ahol a Point Loma Názáreti Főiskola, majd később Point Loma Názáreti Egyetem néven működik tovább.
Utolsó éveiben egészsége leromlott egy 1900-ban történt autóbalesetben szerzett sérülései miatt. Phineas F. Bresee 1915-ben halt meg.